# 秦慶童
秦 慶童（しん けいどう）は、中国の通俗歴史小説『三国志演義』に登場する架空の人物。
国舅とされる董承に仕える下僕として、『演義』第23回に登場。董承の妾の雲英と密会していたところを董承に咎められ殺害されそうになるが、董承の夫人のとりなしによって、罰棒40回に減じられ、秦慶童は邸内の一室に監禁される。減刑されたとはいえ、手痛い仕打ちを受け、恨みを覚えた秦慶童は、邸内から脱走して曹操の下に駆け込み、董承・吉平らが曹操誅殺を謀っていることをすべて暴露する。
これにより、吉平は曹操毒殺を謀って失敗し、囚われる。董承の同志である王子服・呉子蘭・种輯・呉碩・馬騰も、曹操主宰の宴会に呼び出され、秦慶童の証言により拘禁されてしまう。最後に董承も、秦慶童を連れて来た曹操に追及され、血判状と献帝の密詔を発見されてしまう。こうして、董承らとその一族は、ことごとく誅殺されてしまう。
この後、秦慶童は登場しない。